# Orchestre symphonique du Jura
L'Orchestre symphonique du Jura (OSJ) est une formation symphonique basée dans le canton du Jura, en Suisse.

## Historique
L'OSJ a été fondé par Facundo Agudin en 2002. Tout d'abord nommé « Projet orchestre symphonique jurassien », il a ensuite pris son nom actuel. OSJ est une Association civile a but culturel, au sens des articles 60 et suivants du Code civil suisse. 
Facundo Agudin est directeur artistique et musical de OSJ. Giovanni Barbato est responsable de production et 1er Violon de l'orchestre. En étroite collaboration avec ces deux artistes, le comité artistique de OSJ est intégré, entre autres, par Nathalie Gullung (hautbois solo), Ferdinando Vietti (violoncelle solo) et Olivier Membrez (timbales). Depuis sa fondation, OSJ est administré par Maryline Weissbrodt.  
La saison Musique des Lumières encadre une bonne partie de la production de OSJ qui engage ses musiciens par projets.